# جبل شين موئيداكيه
جبل شين موئيداكيه (باليابانية: 新燃岳) بركان يقع في جنوب غربي اليابان في جزيرة كيوشو في محافظة كاغوشيما. ويعتقد بأنهُ تكون قبل 7,300 إلى 25,000 سنة.
وقد ثار البركان عدة مرات في أعوام 1716 و 1717 و 1771 و 1822 و 1959 و 1991 و 2008 و 2009 و 2011 و 2017 و2018.